# Marécages
Marécages è un film del 2011 diretto da Guy Édoin. È stato presentato in anteprima canadese al Toronto International Film Festival e in Quebec al Festival de Cinéma de la Ville de Québec (FCVQ).

## Trama
In una fattoria lattiero-casearia del Québec vivono il contadino Jean con la moglie Marie e il figlio Simon. La famiglia sta affrontando alcuni problemi finanziari dovuti in parte ad una grave siccità. Quando Jean muore a causa della negligenza del figlio, Marie rimane profondamente sconvolta e, alla ricerca di un nuovo equilibrio psicologico, intraprende una relazione con il ricco contadino Pierre. Simon, che sta iniziando a provare le prime pulsioni sessuali, non vede di buon occhio la cosa.

## Riconoscimenti[2]
- 2011 - Chicago International Film Festival
  - Nomination Gold Hugo
- 2011 - Vancouver International Film Festival
  - Best Canadian Feature Film - Special Mention
- 2011 - Festival del cinema di Venezia
  - Nomination Queer Lion
- 2012 - Genie Awards
  - Nomination Best Achievement in Overall Sound
  - Nomination Best Achievement in Sound Editing